# Agrostis delicatula
Agrostis delicatula är en gräsart som beskrevs av Pierre André Pourret de Figeac och Philippe Picot de Lapeyrouse. Agrostis delicatula ingår i släktet ven, och familjen gräs. Inga underarter finns listade i Catalogue of Life.